# Кудрявцево (Нефедовский сельсовет, Вологодский район)
Кудрявцево — деревня в Вологодском районе Вологодской области.
Входит в состав Новленского сельского поселения (с 1 января 2006 года по 8 апреля 2009 года входила в Нефедовское сельское поселение), с точки зрения административно-территориального деления — в Нефедовский сельсовет.
Расстояние до районного центра Вологды по автодороге — 91 км, до центра муниципального образования Новленского по прямой — 30 км. Ближайшие населённые пункты — Ивашево, Останино, Багрино.
По переписи 2002 года население — 85 человек (46 мужчин, 39 женщин). Всё население — русские.
На данный момент (2016 год) в деревне проживает 18 человек.